# Zaglyptus cortesi
Zaglyptus cortesi är en stekelart som beskrevs av Porter 1979. Zaglyptus cortesi ingår i släktet Zaglyptus och familjen brokparasitsteklar. Inga underarter finns listade i Catalogue of Life.